# Jan Schepel
Jan Schepel (Noordbroek, 23 november 1833 - Winsum, 2 maart 1909) was een Nederlands landbouwer en politicus. Jan Schepel was lid van de familie Schepel (geslacht).
Schepel oefende in zijn geboortedorp het boerenbedrijf uit. Van 1861 tot 1863 was hij directeur van de Proefschool voor de landbouw in Deventer, van 1863 tot 1870 van eenzelfde school in Winsum.
Schepel heeft een veelvoud aan politieke functies gehad. Hij was onder meer plattelandsafgevaardigde in de tweede helft van de negentiende eeuw. Voor zijn Tweede Kamerlidmaatschap was hij burgemeester en gemeentesecretaris van Winsum en lid van de Provinciale en Gedeputeerde Staten van Groningen. Hij vertegenwoordigde in de Tweede Kamer de liberale Groningse herenboeren. Hij zette zich in voor verbetering van de landbouw en voor betere spoorwegverbindingen met Noord-Nederland. Hij was een anti-militarist, die met een wetsvoorstel kwam om de verdediging van Nederland te beperken tot de Stelling van Amsterdam. Verder maakte hij deel uit van de Parlementaire enquêtecommissie naar longziekte onder rundvee.
Zijn zoon mr. Cornelis Schepel was onder andere raadsheer in de Hoge Raad der Nederlanden.
- Biografisch Portaal: 71570323
- Digitale Bibliotheek voor de Nederlandse Letteren: sche189
- Parlement.com: vg09ll75rvz2